# Синтаксичний праймінг
Синтакси́чний пра́ймінг (або також вербальний праймінг) - поняття у лінгвістиці, що характеризує психологічний аспект сприйняття і використання мови індивідом на рівні підсвідомості. Ефект праймінгу (з англ. 'primary' - попередній; той, що передує чомусь) описується науковцями як один з феноменів імпліцитної пам'яті, або пам'яті без усвідомлення. Його сутність полягає у тому, що під час сприйняття будь-якої інформації людина-реципієнт мимоволі починає відтворювти поодинокі її елементи у власному мовленні. Деякі дослідники вважають, що праймінг може виявлятись не лише за безпосередньої умови сприйняття інформації, але і через деякий час потому, але погоджуються із тим, що чим менший цей часовий проміжок, тим сильніша дія феномену. Фактично праймінг являє собою перехід інформації з пасивної форми пам'яті до активної без участі елемента контролю. На рівні використання мови це знаходить відображення в тому, якими саме синтаксичними структурами (готовими блок-фразами, окремими словами або виразами) послуговується мовець для висловлення своєї думки за умови перебування в тому чи іншому інформаційному полі. Яскравим прикладом може стати те, як діти навчаються мови: не маючи попереднього досвіду або знань, вони знаходяться під впливом певного середовища інформації, коли сприйняття мови відбувається на рівні формування первинних логічних зв'язків за типом "звук = об'єкт/суб'єкт" та "звук = дія/наслідок". Конвертація таких логічних зв'язків у базові знання можлива за рахунок імпринтингу (з англ. 'to imprint' - копіювати; відтворювати) - здібності повторювати побачене/почуте. 
Вочевидь, набір відтворюваних одиниць інформації (у даному випадку - лексем) залежатиме від семантичного складу інформаційного середовища. Згодом, на більш зрілих етапах життя, дія імпринтингу виявляється значно менше, оскільки індивід стає особистістю із власним унікальним набором світобачень, поглядів, переконань. Проте, споріднене з імпринтингом явище праймінгу знаходить відображення у повсякденному використанні мови, коли ми несвідомо наче "підлаштовуємося" під співбесідника, починаючи використовувати ті ж самі слова або вирази, якими він послуговується у розмові з нами. Ще один приклад - мимовільне відтворення пісні, почутої вранці по радіо, дорогою на роботу. Цей феномен часто застосовується як ефективний прийом психологічного маркетингу, а також буває причиною появи відомого ефекту дежавю або навіть несвідомого плагіату. Наукове дослідження явища синтаксичного праймінгу та особливостей його впливу на поведінку людини продовжується.